# Vilhelm Garde
Thomas Vilhelm Garde, född 22 oktober 1859, död 24 juni 1926, var en dansk sjöofficer.
Garde blev sekondlöjtnant 1880, premiärlöjtnant 1881, kapten 1898, kommendör 1908 och konteramiral 1918. Han deltog som andreman i den av Gustav Frederik Holm ledda expeditionen med umiak (kvinnobåt) till Grönlands östkust 1883-85, ledde dess södra avdelning och uppmätte sträckningen från Iluilek (60° 52' nordlig bredd) till Umanak (63° 10' nordlig bredd). Båda vintrarna tillbringade han vid Nanortalik på västkusten, där han förestod magnetiska och meteorologiska undersökningar.
År 1893 ledde han en expedition til Julianehåbs distrikt i Sydgrönland. Han utförde därunder en farvattensundersökning och företog en vandring på Grönlands inlandsis, där han gjorde mycket värdefulla undersökningar. Resultaten av dessa resor publicerades i "Meddelelser om Grønland", IX og XVI. Han företog även resor till Grönland med örlogsskonerten "Fylla" och som befälhavare på Den kongelige grønlandske handels fartyg "Hvidbjørnen".
Under alla dessa grönlandsresor samlade Garde material till en fullständig beskrivning av farvattnen vid Grönland, något som man tidigare hade saknat, och som utkom 1895 under titeln Vejledning til Besejlingen af Kolonierne i Vestgrønland. Han var under en tid avdelningschef vid Meteorologisk Institut och på hans initiativ utgavs från 1895 årliga berättelser om Isforholdene i de arktiske Have. År 1900 utgav han Vindkort over den nordligste Del af Atlanterhavet og Davis-Strædet.
Garde var 1898-99 chef för uppmätningsfartyget i de danska farvattnen, 1900-02 befälhavare på DSB:s ångfärja mellan Korsør och Kiel, samt 1906 chef för kadettskolans övningsfartyg och 1907-08 för stationsskeppet vid Danska Västindien. Vidare var han i flera år stabschef i övningseskadrarna och tjänstgjorde vid Marineministeriets stab samt var 1908-11 direktör för Marineministeriet. Han var senare chef för flera av kustförsvarsfartygen och var eskaderchef 1914-17, då säkerhetsstyrkan upprättades. År 1918 blev han chef för det flytande försvaret på Köpenhamns redd. Han tilldelades 1919 kommendörkorset av första graden och vid sin avgång från sjöofficerskåren 1921 förtjänstmedaljen i guld. 

## Utmärkelser
- Riddare av Dannebrogorden,  1902[2]
- Dannebrogsmännens hederstecken,  1908[2]
- Kommendör av Dannebrogorden,  1911[2]
- Kommendör av första graden av Dannebrogorden,  1919[2]
- Förtjänstmedaljen i guld,  1921[2]

[Redigera Wikidata]